# イタリアの道路通行料金
本項では、イタリアの道路通行料金について解説する。イタリアでの道路通行料金は、ほとんどの場合、高速道路(アウトストラーダ)とアルプストンネルの大部分にのみ適用されている。しかし、アウトストラーダ以外の高規格道路での料金徴収適用事例もある。

## 高速道路の通行料金
イタリアの有料高速道路区間延長は約5,800kmであり、それを24の会社が管理している。その中で、アウトストラーデ・イタリアが半分以上(2,854.6km)を管理している。一方、残りの道路の管理はその他の23社に分散しており、管理している距離は20kmから300kmまでである。
イタリアでは、料金所ゲートとTelepass(日本のETCに類似したシステム)の混合システム(TelepassのみであるA36、A59、およびA60を除く)が採用されており、高速道路の料金徴収は2つの方式で管理されている。それらは、閉鎖型通行料金方式(実際に移動した距離に応じて支払う)と開放型通行料金方式(定額料金を支払う)である。

### 閉鎖型通行料金方式
閉鎖型通行料金方式はイタリアの高速道路の大半に適用されている。電子決済システム(Telepass)を搭載していない車両の運転者が、道路の入口でチケットを受け取り、出口で料金を支払うものである。Telepassシステムを搭載している場合は、入口と出口での手続きが完全に自動化される。運転者は、通行料の支払い対象の高速道路の入口と出口に設置されているTelepass用出入口では車を停止させる必要はないが30km/h以下で通過せねばならない。
料金は通行距離に比例し、これに車種による係数と、道路ごとに決められた距離単価がかけられる。車種クラスは文字と数字で区別される。
- A - 2車軸車両で、第1軸の道路からの高さが130cmまでのもの(2輪車, 乗用車)
- B - 2車軸車両で、第1軸の道路からの高さが130cmを超えるもの(A以外の乗用車、キャンピングカー、小型トラック、バス)
- 3 - 3車軸車両(トラック、3つの車軸を備えたローリー、連結式ローリー、トレーラーやキャラバンを牽引する車、など)
- 4 - 4車軸車両
- 5 - 車軸が5以上の車両

距離単価は、その高速道路の管理会社ごとに制限の範囲内で個別に設定される。これには、道路の特徴(平野部では一般的に費用が安く、山間部では高架橋やトンネルのような施設の整備のため費用がかかる)および出入口ランプの距離が考慮される。さらに一般的に、料金は管理会社が設置し管理する料金所の前後の無料区間も考慮している。2007年財政法の閣僚会議内閣による承認により、高速道路の所有者であるANASの利益確保のために値上げすることになり、全ての対象道路の距離単価が引き上げられた。2008年10月以降、高速道路通行料の値上げは、価格上限式に従って決定され、ANASによって承認された増加率に基づいて単価を毎年調整するしくみになっている。新しい単価に距離を乗じ、付加価値税を追加したのち10ユーロセント単位に四捨五入され、新しい通行料金が決められる。

### 開放型通行料金方式
開放型通行料金方式は、閉鎖型通行料金方式より普及していない。この方式は以下の高速道路で採用されている。
- A1: ローマ北分岐路のフィアーノ・ロマーノ本線料金所より南は、同料金所およびフィアーノ・ロマーノ出入口でのみ通行料金徴収、ナポリ本線料金所より南は同料金所およびカゼルタ南出入口でのみ通行料金徴収
- A8: ミラノ北本線料金所、ライナーテ出入口、ガッララーテ出入口、ガッララーテ北本線料金所、で通行料金徴収
- A9: フィーノ・モナスコ出入口、コモ・グランダーテ本線料金所、で通行料金徴収
- A50 ミラノ西部環状線: ミラノ西本線料金所で通行料金徴収
- A51 ミラノ東部環状線: 東本線料金所で通行料金徴収
- A52 ミラノ北部環状線: 北本線料金所で通行料金徴収
- A55 トリノ環状線: ファルケリーア本線料金所、トロファレッロ本線料金所、で通行料金徴収
- A56 ナポリ環状線: 各出口で通行料金徴収[注釈 1] [2]
- A3 ナポリ-サレルノ: アウトストラーデ・メリディオナーリ管轄部分は、各入口で通行料金徴収
- A12 ローマ - チヴィタヴェッキア区間: ローマ西本線料金所、トリンピエートラ出入口、チヴィタヴェッキア-サンタ・マリネッラ出入口、チヴィタヴェッキア南本線料金所、で通行料金徴収
- A24 ローマ - ティヴォリ区間: セッテカミーニ出入口、ポンテ・ディ・ノーナ出入口、ローマ東-ストラーダ・デイ・パルキ本線料金所、で通行料金徴収
- A32 トリノ-バルドネッキア: アヴィリアーナ本線料金所、サルベルトランド本線料金所、で通行料金徴収
- A33 アスティ-クーネオ: ゴヴォーネ本線料金所で通行料金徴収

閉鎖型通行料金方式と異なり、開放型通行料金方式では料金は通行距離によらない。出入口ではなく本線料金所ごとに車種によって決まる固定額を支払う。通行経路に料金所がない時には料金を払わずに通行することができる。
ただし、A56ナポリ環状線とA3ナポリ-サレルノは、上記の構成ではない。通行料金はA3ナポリ-サレルノは各出入口を入るとき、A56ナポリ環状線は各出入口から出るときに、距離に関係なく固定額を徴収される。したがって、一般的な開放型通行料金徴収方式とはことなり、すべての入口または出口に料金所が存在するため、料金は常に徴収される。

### サービス憲章
イタリアではサービス憲章と倫理規定により、高速道路管理者が多様な支払い手段に対応し、可能であれば外貨も受け入れることを規定している。

## 高速道路以外の有料道路
高速道路以外の有料トンネルの例には、スキオ・ヴァルダーニョ・パス・トンネルがある。
ヴェネツィア県にはいくつか有料の船橋もある。ムジーレ・ディ・ピアーヴェの町のカポシーレの集落には”カポシーレ船橋”、ノヴェンタ・ディ・ピアーヴェには1951年に造られた”ザムネル舟橋”がある。
また、”ぺデモンターナ・ヴェネータ”主要郊外道路も高速道路ではないが有料道路である。